# Ирен-Хабырга
Ирен-Хабырга или Ирян-харбут — один из горных хребтов, образующих горную системы Восточный Тянь-Шань в пределах Синьцзян-уйгурского автономного района, КНР. Расположен восточнее хребта Борохоро и к западу от Урумчи.

## Описание
Из-за своей своеобразной стыковки с соседними хребтами получил тюркское название, в переводе означающее «губа-ребро». Максимальная высота достигает 5500 м. Имеются ледники и снежники, талые воды которых летом питают реки Каш и Кунгес (бассейн р. Или); Манас (область внутреннего стока) и многие другие мелкие речки. Ледники хребта большей частью невелики по площади и имеют долинный, каровый или висячий характер.
Северные склоны хребта занимают лесные массивы. Ярко выражена высотная поясность. Географ и энтомолог Г. Е. Грумм-Гржимайло, вместе со своим братом-топографом, офицером-артиллеристом Михаилом Ефимовичем в ходе экспедиции из Джаркента в 1889 г. исследовали хребет Ирен-Хабырга и установили что он, как и Борохоро, имеет очень крутой северный склон.

## География
Хребет Ирен-Хабырга лежит в Восточном (Китайском) Тянь-Шане, в который входят две горные цепи: Северная и Южная. Хребет Ирен-Хабырга относится к Северной горной цепи Восточного Тянь-Шаня, с Южной цепью гор его соединяет хребет Нарат. На западе хребет Ирен-Хабырга примыкает к хребту Боро-Хоро, а на востоке пологий хребет Джаргес соединяет его с самой высокой частью Восточного Тянь-Шаня горным узлом Богдо-Ула (5392 м).

Главная вершина хребта Ирен-Хабырга, пик Боргора (5248 м), находится в его восточной части. Иногда в описаниях можно увидеть иные цифры высот, все они ошибочны.